# Santibáñez el Alto
Santibáñez el Alto est une commune de la province de Cáceres dans la communauté autonome d'Estrémadure en Espagne.